# Lerneca varipes
Lerneca varipes är en insektsart som beskrevs av Walker, F. 1869. Lerneca varipes ingår i släktet Lerneca och familjen syrsor. Inga underarter finns listade i Catalogue of Life.